# Thomas Walsingham

Thomas Walsingham est un chroniqueur anglais des XIVe et XVe siècles.

## Biographie
Il reçoit probablement son éducation à l’abbaye de Saint Albans, dans le Hertfordshire, et à l’université d’Oxford. Il devient moine à Saint Albans, où il passe l’intégralité de sa vie monastique, à l’exception d’une période entre 1394 et 1396 où il est à l’abbaye de Wymondham, à Norfolk, une autre institution de l’ordre des bénédictins. À Saint Albans, il est responsable du « scriptorium », ou salle d’écriture. Il meurt en 1422.

## Travaux
Walsingham est un des principaux chroniqueurs faisant autorité pour la période d’histoire d'Angleterre des règnes de Richard II, Henri IV et Henri V, incluant la révolte des paysans de 1381.
Le principal ouvrage de Walsingham, Historia Anglicana, couvre la période de 1272 à 1422. Certains spécialistes pensent que seule la section de 1377 à 1392 a été écrite par Walsingham lui-même, mais cette idée est contredite par James Gairdner dans son Early chroniclers of Europe (1879).